# 語用論的誤り
語用論的誤り（英: pragmatic failure）とは、語用論的転移における負の転移や語用論的智識の欠如によって、コミュニケーションが阻害されること。
語用論的誤りには言語語用論的誤り（英: pragmalinguistic failure）と社会語用論的誤り（英: sociopragmatic failure）の二つがある。